# Thanh Hòa (huyện)
Thanh Hòa là một huyện cũ thuộc tỉnh Vĩnh Phú. Tồn tại từ ngày 22 tháng 12 năm 1980 đến ngày 7 tháng 10 năm 1995.

## Vị trí địa lý và hành chính
Huyện Thanh Hoà có vị trí địa lý:
- Phía Bắc giáp huyện Đoan Hùng
- Phía Tây giáp 2 huyện Trấn Yên, Yên Bình và thị xã Yên Bái tỉnh Yên Bái
- Phía Nam giáp 2 huyện Sông Thao và Tam Thanh với ranh giới là sông Hồng
- Phía Đông giáp huyện Phong Châu và thị xã Phú Thọ

Huyện Thanh Hòa gồm 49 xã: Ấm Hạ, Ấm Thượng, Cáo Điền, Chí Tiên, Chính Công, Đại An, Đại Phạm, Đan Hà, Đan Thượng, Đào Giã, Đỗ Sơn, Đỗ Xuyên, Đông Lĩnh, Đông Thành, Đồng Xuân, Gia Điền, Hà Lương, Hanh Cù, Hậu Bổng, Hoàng Cương, Hương Xạ, Khải Xuân, Lang Sơn, Liên Phương, Lệnh Khanh, Lương Lô, Mai Tùng, Mạn Lạn, Minh Hạc, Năng Yên, Ninh Dân, Phụ Khánh, Phương Lĩnh, Phương Viên, Quảng Nạp, Sơn Cương, Thái Ninh, Thanh Hà, Thanh Vân, Thanh Xá, Vĩnh Chân, Vụ Cầu, Vũ Lao, Vũ Yển, Y Sơn, Yển Khê, Yên Kỳ, Yên Luật, Yên Nội.

## Lịch sử
Huyện Thanh Hòa được thành lập vào ngày 22 tháng 12 năm 1980 trên cơ sở tách huyện Sông Lô thành 2 huyện Đoan Hùng và Thanh Hòa. Khi tách ra, huyện Thanh Hòa gồm thị trấn nông trường Vân Lĩnh và 49 xã: Ấm Hạ, Ấm Thượng, Cáo Điền, Chí Tiên, Chính Công, Đại An, Đại Phạm, Đan Hà, Đan Thượng, Đào Giã, Đỗ Sơn, Đỗ Xuyên, Đông Lĩnh, Đông Thành, Đông Xuân, Gia Điền, Hà Lương, Hanh Cù, Hậu Bổng, Hoàng Cương, Hương Xạ, Khải Xuân, Lang Sơn, Liên Phương, Lệnh Khanh, Lương Lô, Mai Tùng, Mạn Lạn, Minh Hạc, Năng Yên, Ninh Dân, Phụ Khánh, Phương Lĩnh, Phương Viên, Quảng Nạp, Sơn Cương, Thái Ninh, Thanh Hà, Thanh Vân, Thanh Xá, Vĩnh Chân, Vụ Cầu, Vũ Lao, Vũ Yển, Y Sơn, Yển Khê, Yên Kỳ, Yên Luật, Yên Nội.
Năm 1987, giải thể thị trấn nông trường Vân Lĩnh.
Ngày 7 tháng 10 năm 1995, huyện Thanh Hòa được tách thành 2 huyện Thanh Ba và Hạ Hòa, đồng thời chuyển 10 xã của huyện Sông Thao ở hữu ngạn sông Thao về huyện Hạ Hòa quản lý:
- Huyện Hạ Hòa có 33 xã: Ấm Hạ, Ấm Thượng, Bằng Giã, Cáo Điền, Chính Công, Chuế Lưu, Đại Phạm, Đan Hà, Đan Thượng, Động Lâm, Gia Điền, Hà Lương, Hậu Bổng, Hiền Lương, Hương Xạ, Lâm Lợi, Lang Sơn, Lệnh Khanh, Liên Phương, Mai Tùng, Minh Côi, Minh Hạc, Phụ Khánh, Phương Viên, Quân Khê, Văn Lang, Vĩnh Chân, Vô Tranh, Vụ Cầu, Xuân Áng, Y Sơn, Yên Kỳ, Yên Luật.
- Huyện Thanh Ba có 26 xã: Chí Tiên, Đại An, Đào Giã, Đỗ Sơn, Đỗ Xuyên, Đông Lĩnh, Đông Thành, Đồng Xuân, Hanh Cù, Hoàng Cương, Khải Xuân, Lương Lỗ, Mạn Lạn, Năng Yên, Ninh Dân, Phương Lĩnh, Quảng Nạp, Sơn Cương, Thái Ninh, Thanh Hà, Thanh Vân, Thanh Xá, Võ Lao, Vũ Yển, Yển Khê, Yên Nội.